# Pararobuloides
Pararobuloides es un género de foraminífero bentónico considerado un sinónimo posterior de Robuloides de la familia Robuloididae, de la superfamilia Robuloidoidea, del suborden Lagenina y del orden Lagenida. Su especie tipo era Pararobuloides orientalis. Su rango cronoestratigráfico abarcaba el Lopingiense (Pérmico superior).

## Clasificación
Pararobuloides incluye a las siguientes especies:
- Pararobuloides caucasicus †
- Pararobuloides orientalis †
- Pararobuloides rugosus †
- Pararobuloides tumidus †